# آدامس بادکنکی (ترانه نیوجینز)
«آدامس بادکنکی» (انگلیسی: Bubble Gum) ترانه‌ای از گروه دخترانه اهل کره جنوبی، نیوجینز است. این ترانه توسط ادور، زیر مجموعهٔ هایب کورپوریشن در ۲۴ مه ۲۰۲۴ به عنوان بی ساید دومین آلبوم تک‌آهنگ گروه به نام چقدر شیرین (۲۰۲۴) منتشر شد.

## جدول‌های موسیقی
| جدول (۲۰۲۴)                                        | بالاترین جایگاه |
| -------------------------------------------------- | --------------- |
| ۲۰۰ آهنگ جهانی (بیلبورد)                           | ۳۰              |
| هنگ کنگ (بیلبورد)                                  | ۴               |
| ژاپن (۱۰۰ آهنگ داغ ژاپن)                           | ۴۰              |
| تک‌آهنگ‌های دیجیتال ژاپن (اوریکون)                   | ۱۸              |
| ژاپن استریمینگ (اوریکون)                           | ۴۱              |
| مالزی (بیلبورد)                                    | ۲۴              |
| تک‌آهنگ‌های داغ نیوزیلند (آرام‌ان‌زد)                  | ۵               |
| سنگاپور (آرآی‌ای‌اس)                                 | ۱۱              |
| کره جنوبی (گائون)                                  | ۳               |
| تایوان (بیلبورد)                                   | ۷               |
| فروش جهانی ترانه‌های دیجیتال ایالات متحده (بیلبورد) | ۶               |

| جدول (۲۰۲۴)       | جایگاه |
| ----------------- | ------ |
| کره جنوبی (گائون) | ۳      |